# Giovanni Ier Participazio
Giovanni  Partecipazio (mort en 836 à Grado) est le 12e doge de Venise, de 829 à 836.

## Début de carrière
Giovanni Partecipazio est le second fils du doge Angelo Participazio. Il est associé vers 817, en qualité de co-Dux (corégent), afin d’essayer d’instaurer une dynastie héréditaire. Au retour de son frère majeur Giustiniano de la mission diplomatique à Constantinople qui l’a tenu éloigné pour un certain temps, il revendique la charge auprès de son père qui dépose Giovanni et l’exile à Zara.
Giovanni réussit à s’enfuir d’abord en Slavonie et à rejoindre à Bergame l'empereur des Francs Louis le Pieux, pour lui demander appui et protection. Celui-ci, qui cherche à préserver ses relations avec Venise et l’Empire byzantin, le remet rapidement aux ambassadeurs vénitiens venu le réclamer. Ainsi Giovanni et sa femme sont de nouveaux exilés mais cette fois à Constantinople où ils restent presque dix ans.

## Doge
Lorsque son père meurt en 827. Son frère désormais âgé, Giustiniano, lui succède. Resté sans héritier et sentant désormais la fin prochaine, il fait rappeler Giovanni de son exil et il le nomme in extremis co-Dux, en 829.
Le premier des problèmes que le nouveau régent doit affronter est le retour de Obelerio Antenoreo qui a précédé son père et qui a été exilé vingt ans à Constantinople. Il débarque à Vigilia, une ville de la lagune à proximité de Metamauco, recueillant un groupe de fidèles et réclamant le pouvoir avec le soutien semble-t-il du nouveau roi d'Italie Lothaire Ier. Vigilia et Malamocco se placent à ses côtés. Giovanni réagit brutalement et avec rapidité incendiant et détruisant les deux villes. Il tue Obelerio et expose sa tête aux rebelles comme avertissement avant de la planter sur un pieux à proximité de la frontière des terres de Lothaire.
Quelques années après, Giovanni doit fuir de Venise vers l’empereur Louis le Pieux à cause d’une révolte interne organisée par des nobles proches de la maison des Partecipazio, auxquels Giovanni se fie, ce qui le prend au dépourvu. Le siège de doge est alors occupé par le tribun Pietro Caroso qu’il garde moins de six mois. Une nouvelle révolte populaire permet aux Participazio de reprendre le pouvoir, aveuglant et chassant l’usurpateur. Le pouvoir est pris par l’évêque de Olivolo Orso Partecipazio et les tribuns Giovanni Marturio et Basilio Tribuno, pendant que les partisans de Caroso, parmi lesquels Domenico Monetario sont mis à mort. Le doge Giovanni rentre dans la ville en toute sécurité et consacre la basilique Saint-Marc, dont les travaux ont débuté avec son frère.
Le retour est de courte durée: le comportement dictatorial des Participazio et le choix de Giovanni de pactiser avec les pirates slaves qui menacent le commerce vénitien provoque la réaction des nobles qui, un soir de 836, commandés par un Mastalici, organisent un guet-apens à la sortie de cathédrale de San Pietro de Castello. Ils l’arrêtent, le tonsurent et l’obligent à se faire clerc à Grado, ville où il meurt.

## Sources
- (it) Cet article est partiellement ou en totalité issu de l’article de Wikipédia en italien intitulé « Giovanni I Participazio » (voir la liste des auteurs).